# كيه إس آر-2
رادوغا كيه إس آر-2 (رمز تعريف الناتو: إيه إس-5 «كيلت»)، صاروخ جوال سوفيتي طوُرّ ليحل محل كيه إس-1 كوميت (رمز تعريف الناتو: إيه إس -1 «كينيل»). طوُرّ رادوغا كيه إس آر-2 في 1958 ودخل الخدمة في 1962. كان الصاروخ مسلحًا في العادة برأس حربي تقليدي شديد الانفجار، مع ذلك كان يُمكن تسليحه برأس نووي زنة واحد ميغا طن.

## التطوير
جرى اختبار الطيران للصاروخ كجزء من نظام الأسلحة كيه-16 في 1958، مع صاروخين يتم حملهما على حمالات بي دي-352 تحت أجنحة قاذفة تو-16 المعدلة والمُصنَّفة باسم «تو-16 كيه إس آر-2». جُهزت القاذفة برادار بحث وإضاءة الهدف طراز روبين-1كيه (روبي) المطور حديثًا والذي يبلغ أقصى مدى له حوالي 200 كم. وأثناء الاختبارات أُطلقت صواريخ على سفن وأهداف برية.

## الوصف
الصاروخ نفسه، على غرار صاروخ كيه إس-1 السابق، كبير للغاية، يبلغ طوله حوالي تسعة أمتار ويبلغ طول باع جناحيه حوالي أربعة أمتار ونصف المتر ويزن 4000 كجم. وهو مزود بأجنحة مرتدة مع سياجين على كل جناح.
خدم نظام كيه-16 في البحرية السوفيتية في 1962. واشترت مصر عددًا من أنظمة كيه-16. دخلت نسخة محدثة من الصاروخ الخدمة في 1967 باسم كيه إس آر-2إم. استعارت بعض الميزات من صاروخ كيه إس آر-5 (لقب الناتو: إيه إس-6 «كينغ فيش») بما في ذلك محرك صاروخي جديد إسايف إس 5.6.0000. سمح ذلك بإطلاق الصاروخ الجديد من ارتفاعات منخفضة تصل إلى 500 م بدلاً من ارتفاعات 1500 م السابقة.
حُهز الصاروخ للإطلاق من قبل الملاح في القاذفة تو-16. ألغت درجة التشغيل الآلي التي يوفرها رادار روبين-1 كيه الحاجة إلى مشغل رادار منفصل. استخدم الصاروخ محركًا صاروخيًا مزدوج الغرفة يعمل بالوقود السائل من أجل عملية الدفع، والذي يوفر 1200 كجم (12 كيلو نيوتن؛ 2600 رطل ثقلي) في وضع التعزيز و700 كجم ثقلي (6.9 كيلو نيوتن؛ 1500 رطل) في وضع الرحلات البحرية. يتألف الوقود من وقود تي جي-02 (أحيانًا تي تي-إس 2) ومؤكسد إيه كيه-20 إف اللذان كانا سامين وشديدا التآكل، مما جعل التعامل مع الصاروخ على الأرض صعبًا.
بمجرد أن يُثبّت رادار الطائرة المُطلق على الهدف، يمكن إطلاق الصاروخ. ينطلق محرك الصاروخ في وضع التعزيز فور إطلاق الصاروخ، مما يسرع الصاروخ إلى سرعة الانطلاق. بمجرد تشغيل الصاروخ لمسار الاقتراب من الهدف، يتحول المحرك إلى وضع الانطلاق، مما يؤدي إلى إغلاق إحدى غرفه. ثم يطير الطيار الآلي للصاروخ في مسار باستخدام التوجيه بالقصور الذاتي نحو الهدف. في الوضع المضاد للسفن، يشتبك الصاروخ بالرادار النشط جيه-باند الخاص به عند الاقتراب النهائي من الهدف.

## النسخ
أُنتج نسخة مضادة للرادار من الصاروخ المعين كيه إس آر-11، والتي كانت متطابقة تقريبًا من الخارج مع كيه إس آر-2. صُمم كيه إس آر-11 لتدمير رادار الدفاع الجوي ومنشآت المضادات الإلكترونية (ECM). استخدم الصاروخ باحث رادار سلبي من نوع 2بي آر جي-11.
دخلت أيضًا نسخة طائرة هدف بدون طيار من الصاروخ المسمى كيه آر إم-2 (إم في-1) الخدمة في 1966، بمحرك صاروخي مختلف، ومدى يصل إلى 376 كم ومستوى رحلة تحمل جوية تبلغ 433 ثانية.

## التاريخ القتالي

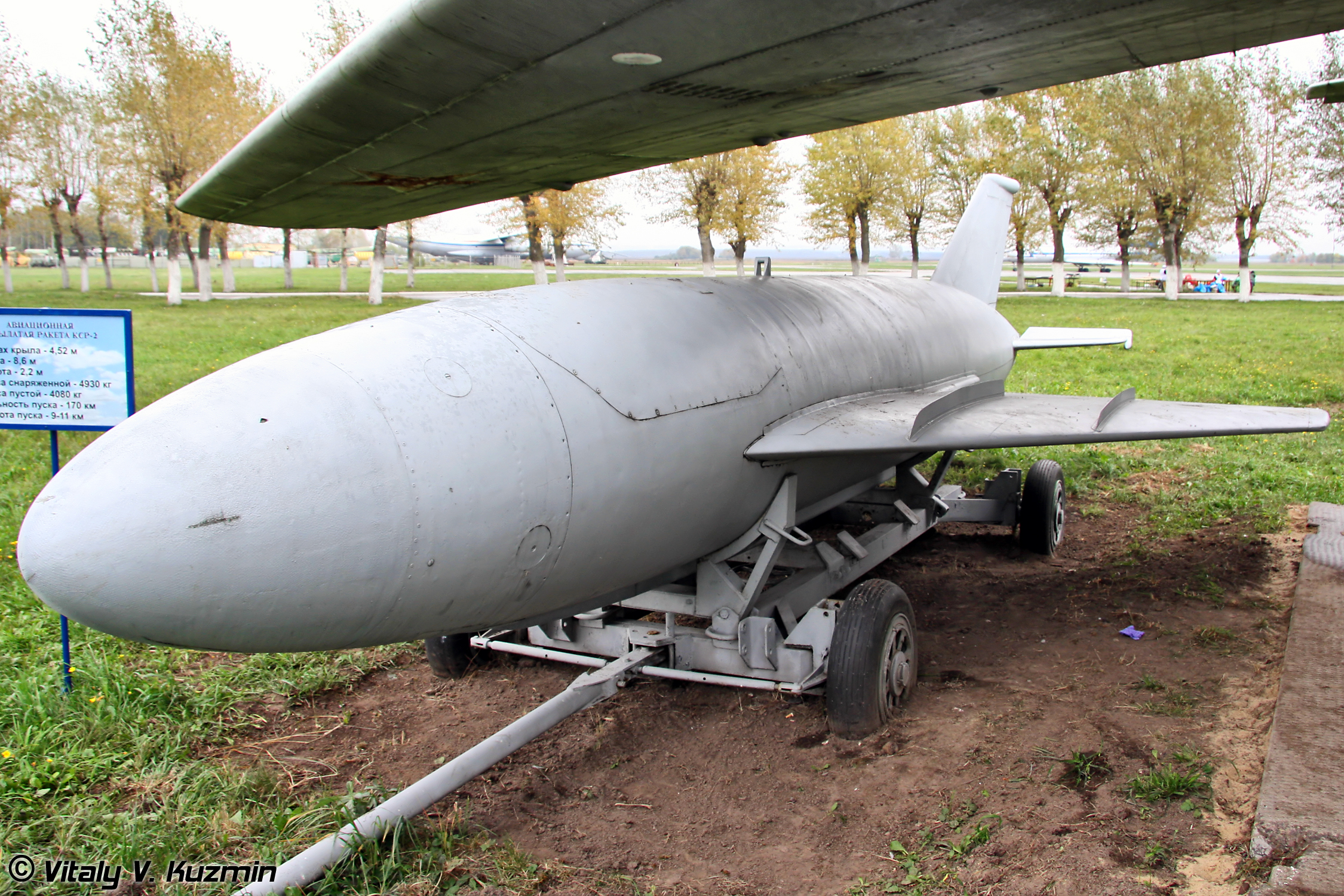
صاروخ كيلت في متحف الطيران بعيد المدى

أفادت الأنباء أن القاذفات المصرية من طراز تو-16 أطلقت 13 صاروخًا من طراز كيه إس آر-2 و12 صاروخًا من طراز كيه إس آر-11 خلال حرب أكتوبر 1973. وبحسب المصادر الإسرائيلية فإن 20 صاروخ اعترضته طائرات سلاح الجو الإسرائيلي أو أسقطته وسائل الدفاع الجوي، وبعضها لم يصل إلى الهدف بسبب أعطال فنية، من بين 25 صاروخ أطلقته قاذفات توبوليف 16 على أهداف إسرائيلية.
- في 6 أكتوبر 1973، في الساعات الأولى من الحرب، أُطلق صاروخين فوق البحر المتوسط باتجاه تل أبيب. سقط صاروخ في البحر بسبب عطل فني. بينما التقط رادار الكشف الجوي الصاروخ الثاني وأُسقط فوق البحر قبالة سواحل جنوب تل أبيب بواسطة طائرة ميراج 3 بقيادة الرائد إيتان كرمي.[5]
- في 6 أكتوبر، أُطلقت أربعة صواريخ على وحدة التحكم الجوي 511. وقتل في هذا الهجوم جنديان وفنيان كانا في سيارة الرادار ودُمر رادار إيه إن/تي بي إس 43 وقد أُصيبت السيارة بصواريخ توجيه شعاعي بالرادار نتيجة تأخر تفعيل بروتوكول إغلاق الصواريخ وتضليلها.
- في 6 أكتوبر، أُطلق صاروخين «بالتوجيه الشعاعي» على وحدة التحكم الجوي 528 قرب مطار عوفيرا جنوب سيناء. أسفر الانفجار عن مقتل 5 جنود إسرائيليين، وقد أدى ظهور الدخان الكثيف الناجم عن الهجوم من بعيد، إلى اعتقاد الإسرائيليين أن الوحدة تتعرض لهجوم قوات من الصاعقة المصرية.
- في 6 أكتوبر، أُطلق صاروخ على مقر قيادة البحرية في شرم الشيخ وتسبب في أضرار على ما يبدو.
- في 11 أكتوبر، أُطلق صاروخين على معسكر الطاسة، أُسقط كلاهما بمدافع مضادة للطائرات عيار 20 ملم.
- في 11 أكتوبر، أُطلق صاروخ باتجاه مرصد أم خشيب أسقط بمدافع مضادة للطائرات عيار 40 ملم.
- في 20 أكتوبر، أُطلق صاروخ على معسكر الطاسة. أصابته نيران مضادة للطائرات وانفجر في الهواء.[6]
- في 20 أكتوبر، أُسقط صاروخين فوق القناة باستخدام مدافع مضادة للطائرات عيار 20 ملم.[7]
- في 20 أكتوبر، أُسقط صاروخين فوق ممر الجدي باستخدام مدافع مضادة للطائرات عيار 20 ملم.
- أُطلقت صواريخ إضافية على وحدة القيادة التحكم 545 في قاعدة أم خشيب ولكن تم اعتراض هذه الصواريخ ولم تتضرر القاعدة.

## المستخدمون

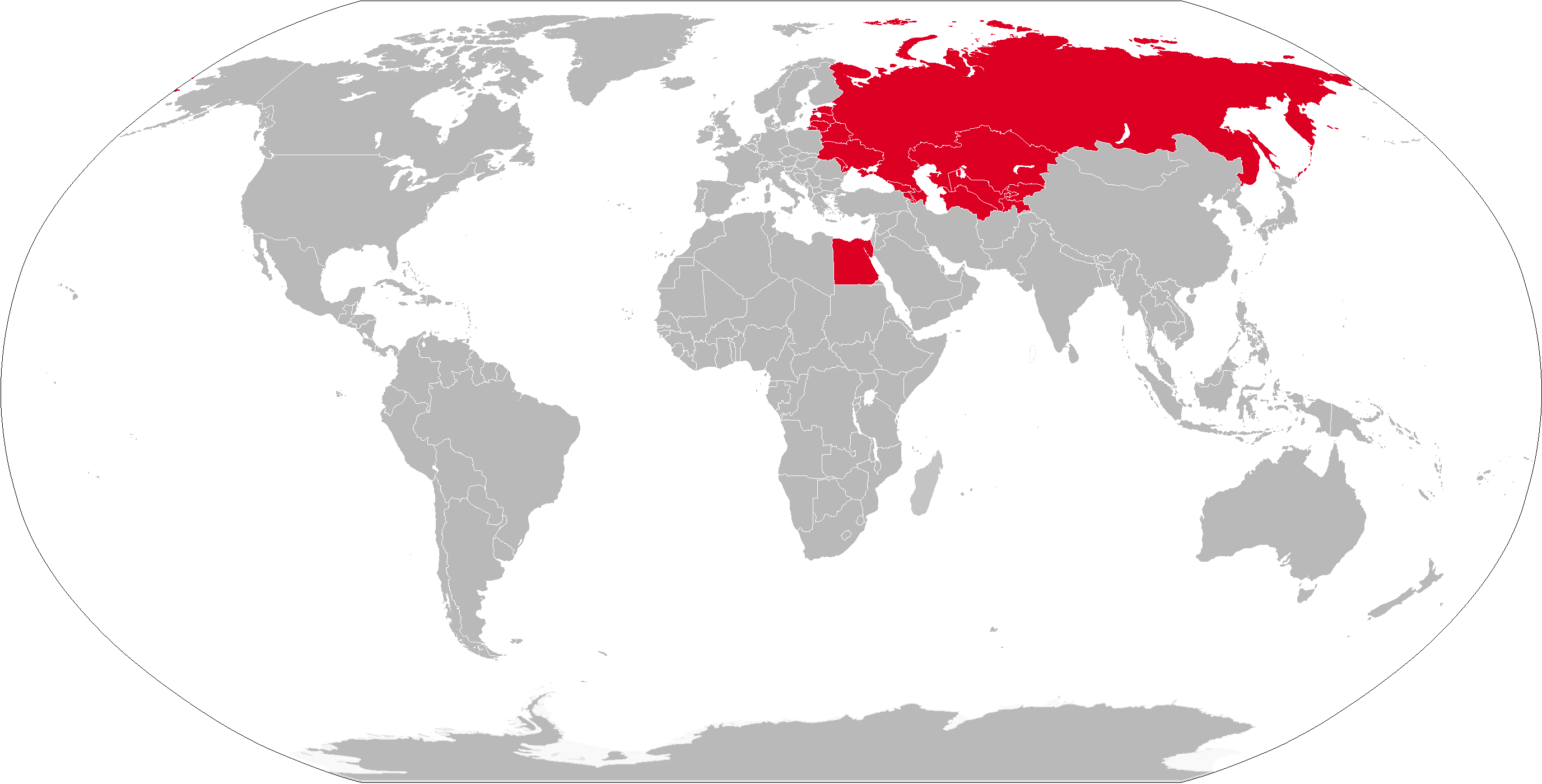
خريطة لمستخدمو كيه إس-1 السابقون باللون الأحمر

### المستخدمون السابقون
مصر
 العراق
 الاتحاد السوفيتي